# リトルモンスター
『リトルモンスター』（原題：Little Monsters）は、キッズステーションで2006年10月2日から放送されているテレビアニメ作品である。

## 概要
トニー・ガース原作で英国SPLASH!社制作。リトルモンスターは“お調子者”、“食いしん坊”etcと、個性豊かな子供達が主人公の1話完結型5分間アニメーション。各話で主人公は異なり、その性格を活かした話が展開され、子供達が日常で巻き起こす大騒動をテンポ良く、またコミカルに描いている。
1997年にイギリスで書籍として4タイトルが出版された事からスタートし、後に38タイトルを追加。発行部数も500万部を突破した。この出版での評判を受け1998年からBBCにてアニメの放映が開始。週1回、1年間の予定で放送が開始されたが、放映から半年後（まだ放映中であったにもかかわらず）再放送も決定する程の人気となった。BBCでの平均視聴率は35%。
2001年には更に24タイトルの書籍が追加され、リトルモンスターに登場するキャラクターの累計は60人を越えた。
作品の人気はイギリスだけに留まらず、現在までにアメリカ・ドイツ・フランスを筆頭に世界23ヶ国で放送。出版物も35ヶ国で取り扱われている。

## あらすじ
1話完結・各話で主人公が変わるため、各話毎にあらすじが異なる。ただし世界観は統一されており、一つの街で展開される。また各話の主人公達は同じ学校の同じクラスに在籍し、違う話では脇役で登場している。以下に1話・2話のあらすじを記載する。
1. シドニーはおふざけが好きな男の子。ある日、家族全員でテーマパークに行くものの、そこでもやはり悪ふざけばかり。そんな折、ゴリラが脱走し妹の前に現れ……。
2. ナンシーは蘊蓄好きの女の子。知らない事が許せず、知ったかぶりしてしまう事も。そんなある日、学校で博物館に行くことになり……。

## スタッフ
- 原作：トニー・ガース
- 総監督：トニー・ガース
- 監督：テレサ・プランバー・アンドリュース
- 脚本：ジミー・ヒバート
- キャラクターデザイン：イアン・ジャクソン
- 音楽：ゲイリー・オズボーン
- アニメーション制作：Splash!

## 放送形態
2006年11月現在においては、月曜日から金曜日の8:30から5分間ずつの放送。